# William Christensen
William Christensen, född 6 juni 1866 och död 11 augusti 1949, var den dansk historiker.
Christensen var assistent i riksarkivet från 1891, och blev 1895 filosofie doktor. Han var arkivsekreterare 1898–1912 och blev 1916 arkivarie. Christensen har främst ägnat sig åt studiet av Danmarks inre historia under den senare medeltiden, och är en av de främsta kännarna inom detta område. Bland hans skrifter märks Dansk Statsforvaltning i det 15. Aarhundrede (1903). Han har även utgett Dronning Christines Hofholdningsregnskaber (1904) och Missiver fra Kongerne Christiern I:s och Hans tid (2 band, 1912-14), samt var medutgivare av Repertorium diplomaticum regni danici mediævalis.